# Las canciones malditas
Las canciones malditas es el único álbum del grupo «Kaka de Luxe». Se publicó cuando el grupo ya se había disuelto. Recoge las canciones de su único EP y sus primeras maquetas. Este álbum se editó por la discográfica sin intervención del grupo, separado cinco años antes.

## Ediciones
- «Las canciones malditas» (El Fantasma del Paraíso, 1983) Vinilo, LP.[1]
- «Las canciones malditas» (Chapa Discos, 1994) Reedición en CD.[2]
- «Las canciones malditas» (Zafiro, 1997) Reedición en CD con 9 canciones (no incluye «La alegría de vivir» y «¿Y por qué no?»).[3]
- «Lo mejor de la edad de oro del pop español. Kaka de Luxe» (Zafiro, 2001) CD.[4]

## Canciones del álbum
| Lado A |                                                |                                                                             |          |  |
| N.º    | Título                                         | Escritor(es)                                                                | Duración |  |
| 1.     | «La tentación»                                 | O. Gara                                                                     | 4:19     |  |
| 2.     | «Rosario/Toca el pito» (reeditado)             | C. García-Berlanga, E. Sierra, F. Márquez, I. Canut, M. Campoamor y O. Gara | 4:19     |  |
| 3.     | «Pero me aburro»                               | F. Márquez, I. Canut y M. Campoamor                                         | 1:26     |  |
| 4.     | «Pero qué público más tonto tengo» (reeditado) | C. García-Berlanga, E. Sierra, F. Márquez, I. Canut, M. Campoamor y O. Gara | 4:02     |  |
| 5.     | «Viva el metro» (reeditado)                    | C. García-Berlanga, E. Sierra, F. Márquez, I. Canut, M. Campoamor y O. Gara | 2:45     |  |

| Lado B |                                                                     |                                                                             |          |  |
| N.º    | Título                                                              | Escritor(es)                                                                | Duración |  |
| 1.     | «La pluma eléctrica» (reeditado)                                    | C. García-Berlanga, E. Sierra, F. Márquez, I. Canut, M. Campoamor y O. Gara | 1:41     |  |
| 2.     | «Pondré mil voltios en tu lengua»                                   | E. Sierra y O. Gara                                                         | 2:57     |  |
| 3.     | «La alegría de vivir»                                               | F. Márquez                                                                  | 3:09     |  |
| 4.     | «Borracho no se puede conducir por la ciudad (Peligrosos sociales)» | M. Campoamor                                                                | 1:37     |  |
| 5.     | «¿Y por qué no?»                                                    | E. Sierra y F. Márquez                                                      | 1:44     |  |
| 6.     | «Música para embrollar (Huye de mí)»                                | E. Sierra                                                                   | 2:49     |  |